# Peleteria multispinosa
Peleteria multispinosa är en tvåvingeart som beskrevs av Thompson 1963. Peleteria multispinosa ingår i släktet Peleteria, och familjen parasitflugor. Inga underarter finns listade i Catalogue of Life.